# Collins Bartholomew
Collins Bartholomew, vormals John Bartholomew and Son, ist ein alter Kartenverlag, der ursprünglich in Edinburgh beheimatet war. Er gehört derzeit zu HarperCollins. 

## Geschichte
Das Unternehmen wurde von John Bartholomew Senior (1805–1861) um das Jahr 1826 gegründet. Sein Sohn John Bartholomew Junior (1831–1893) und sein Enkel John George Bartholomew (1860–1920) brachten die Firma zu Bedeutung. John Bartholomew Junior zählt zu den Pionieren der Anwendung von Regionalfarben.
Besonders John George Bartholomew entwickelte die Firma zu einem Herausgeber eigener Werke. Bekannte Werke waren der Times Survey Atlas of the World (1922) und später der Times Atlas of the World (1955–60). Zu den populären Produkten in Großbritannien zählten ab den 1970ern das Kartenwerk 1:100,000 National map series hervorgegangen aus der Reihe Half Inch to the Mile Maps in Konkurrenz zu den Produkten der Ordnance Survey.
Im Jahr 1989 fusionierte die Firma mit dem in Glasgow beheimateten HarperCollins Verlag und wurde so ein Teil des Imperiums von Rupert Murdochs News International.